# Sur la natte du prince
Sur la natte du prince (titre original : On the Makaloa Mat) est une nouvelle de l'écrivain américain Jack London, publiée après sa mort aux États-Unis en 1919.

## Historique
La nouvelle est publiée dans le Cosmopolitan en mars 1919, avant d'être reprise dans le recueil On the Makaloa Mat en septembre dela même année.

## Éditions

### Éditions en anglais
- On the Makaloa Mat, dans le Cosmopolitan, périodique, mars 1919.
- On the Makaloa Mat, dans le recueil On the Makaloa Mat, New York ,The Macmillan Co, septembre 1919.

### Traductions en français
- Sur la natte du prince, traduction de Louis Postif, in Histoires des îles, recueil, U.G.E., 1975.
- Sur la natte Makaloa, traduction de Louis Postif revue et complétée par Frédéric Klein, in Histoires des îles, recueil, Phébus, 2007.

## Sources
- (en) Jack London's Works by Date of Composition
- http://www.jack-london.fr/bibliographie